# Chiesa della Beata Vergine del Loreto (Ozieri)
La chiesa della Beata Vergine del Loreto è un edificio religioso situati ad Ozieri.

## Storia
Risale al 1470, ad opera del beato Bernardino da Feltre e del frate Giacomo Del Rio.
La fondazione del convento degli Ordine dei frati minori, annesso alla chiesa, fu messo in periferia nord dell'attuale abitato cittadino (in località Su Redu).
Secondo alcune fonti sembrerebbe che già nel 1528 i francescani abbandonassero il sito di S. Maria del Loreto per recarsi nel nuovo e più salubre convento a monte presso la chiesa di San Francesco, vicinissimo all'abitato di Ozieri.
Verso il 1591 il monastero fu nuovamente occupato dai frati cappuccini appena giunti in città, già nel 1593 i frati abbandoneranno questo sito per trasferirsi presso il nuovo convento con l'annessa chiesa dei Santi Cosma e Damiano (Ozieri), ubicato su un colle a sud dell'abitato ozierese, oggi sede dell'ospedale civile), in epoca imprecisabile il convento del Loreto andò distrutto.

## Architettura
Proviene da questa chiesa il retablo omonimo, opera dell'anonimo pittore cinquecentesco detto "Maestro di Ozieri", oggi conservato presso il Museo diocesano, in una sala, dedicata allo stesso maestro. In sostituzione del retablo nel 1870 venne realizzata una copia del dipinto della Madonna del Loreto, opera del pittore ozierese Salvatore Ghisaura.
La facciata principale della chiesa è in stile rinascimentale (probabilmente fu rimaneggiata nel XVI secolo), con il portale sovrastato da una centina dotata di cornice modanata, più in alto ancora un oculo strombato ed infine il doppio spiovente completato da una croce in pietra.
Interessanti due formelle scolpite a bassorilievo e murate nelle pareti, che riportano, nella prima lo stemma del Ducato del Monte Acuto e dei feudatari spagnoli della famiglia dei Centelles e nella seconda uno stemma nobiliare non ancora identificato.
All'interno l'architettura è tipicamente gotico-aragonese, con la navata spartita in due campate da archi ogivali che sorreggono la copertura lignea, ed il presbiterio con una volta a crociera e rialzato, preceduto da un arco trionfale. I capitelli su cui è impostato l'arco trionfale presentano bassorilievi con figure geometriche ed angeli. All'interno del presbiterio è murata una formella lapidea rappresentante un angelo che suona il liuto.